# Ali Günçar
Ali Günçar (ur. 19 maja 1970 w Afyon) – turecki piłkarz występujący na pozycji obrońcy, 7-krotny reprezentant Turcji, trener piłkarski.

## Kariera klubowa
Wychowanek klubu Afyonkarahisarspor z rodzinnego miasta Afyon. W 1990 roku przeniósł się do Gençlerbirliği SK, gdzie rozegrał 52 spotkania na poziomie 1.Lig. W latach 1992–1998 występował w Beşiktaş JK, z którym wywalczył w tym okresie mistrzostwo, Puchar oraz 2-krotnie Superpuchar Turcji. Rozegrał ogółem dla tego klubu 114 ligowych spotkań i zdobył 5 goli. W 1998 roku wypożyczono go do Samsunsporu. W tym samym roku odszedł do Adanasporu, który to klub był ostatnim w jego zawodowej karierze. W 1999 roku w wyniku ponawiających się kontuzji postanowił zakończyć grę w piłkę nożną.

## Kariera reprezentacyjna
Ali Günçar w latach 1990-1991 zaliczył 8 spotkań w kadrze Turcji U-21 prowadzonej przez Fatiha Terima. W 1991 roku w barwach reprezentacji Turcji U-23 wziął udział w Igrzyskach Śródziemnomorskich, na których wywalczył srebrny medal.
25 marca 1992 roku zadebiutował w seniorskiej reprezentacji Turcji w wygranym 3:2 towarzyskim meczu z Luksemburgiem. Ogółem w latach 1992-1994 rozegrał w drużynie narodowej 7 spotkań, nie zdobył żadnego gola.

## Kariera trenerska
W latach 2007–2010 pracował w Afyonkarahisarspor Kulübü jako trener i asystent pierwszego szkoleniowca. W latach 2013–2014 prowadził amatorski klub AFJET Afyonspor. W październiku 2014 roku z powodu braku satysfakcjonujących wyników podał się do dymisji.

## Sukcesy
Beşiktaş JK
- mistrzostwo Turcji (1994/95)
- Puchar Turcji (1993/94)
- Superpuchar Turcji (1993/94, 1996/97)

Turcja U-23
- srebrny medal na Igrzyskach Śródziemnomorskich 1991